# 林泉寺 (碧南市)
林泉寺（りんせんじ）は、愛知県碧南市本郷町3-8にある曹洞宗（禅宗）の寺。山号は華慶山。本尊は観世音菩薩座像。大浜てらまちと呼ばれる地域にある。

## 歴史

### 中近世
1300年代に草創されたとされる。長禄元年（1457年）までは天台宗の寺だったが、この年に傳海良亨が住職となって曹洞宗の寺となった。開基は天台宗時代最後の住職である儀雲和尚。
慶安3年（1650年）には現在の本堂が建てられた。6世住職と12世住職は能登国輪島の門前町にあった總持寺（曹洞宗大本山）に出仕した。徳川幕府の朱印寺であり、菊間藩の武士から帰依を受けたこともある。

### 近現代
文人画家の富岡鉄斎は1889年（明治22年）と1895年（明治28年）の二度、大浜の名士であり九重味淋などを経営していた石川三碧（石川八郎右衛門家第8代）宅を訪れた。石川家は林泉寺に隣接しており、富岡鉄斎は衣浦湾を見渡せる林泉寺の書院や茶室で筆を取ったという。
鉄斎が訪れた時代には裏座敷から衣浦湾を一望できたが、衣浦臨海工業地帯となって景観は一変し、今日では海を見渡すことはできない。かつては7ヶ所の末寺があったが、現在は2ヶ所の末寺がある。

## 文化財

### 国指定重要文化財
- 絹本着色釈迦三尊像（絵画） - 2024年（令和6年）8月27日指定[3]。